# خادیر وایادارس
خادیر وایادارس (اسپانیایی: Jadier Valladares‎؛ زادهٔ ۱۱ اکتبر ۱۹۸۲) وزنه‌بردار اهل کوبا است.
وی در مسابقات کشوری و بین‌المللی در مجموع برندهٔ ۲ مدال نقره، ۱ مدال برنز شده‌است.